# 위클리 월드 뉴스
위클리 월드 뉴스 (Weekly World News)는 미국의 아메리칸 미디어에서 출판하는 타블로이드판 신문이며, 기상천외한 뉴스를 보도한다. 1979년 플로리다주 랜타나에서 발행되었으며, 2007년부터 인쇄판 발행을 중단하고 웹사이트를 운영하는 형식으로 전환되었다.
위클리 월드 뉴스는 스스로 진실된 보도만을 하고 있다고 주장하지만, 신문 자체가 거짓임이 뻔한 내용을 담고 있기 때문에 이는 농담으로 여겨진다. 미국의 많은 슈퍼마켓 타블로이드가 연예인의 스캔들 등을 다루는 데에 비해 위클리 월드 뉴스는 불가사의한 기사에 중점을 둔다.

## 내용
위클리 월드 뉴스에는 비정기적으로 박쥐소년과 P'lod라는, 힐러리 클린턴과 관계를 맺은 적이 있다는 외계인의 종적에 관한 기사가 실린다. 다가오는 대재앙이라든지, 새로이 밝혀졌다는 대 예언에 관한 내용도 등장한다.
이라크 전쟁 중이던 2003년도에는 사담 후세인과 오사마 빈 라덴이 한때 연인이었었다는 내용의 기사가 연이어 실렸다. 빈 라덴이 신랑, 후세인이 신부로서 결혼식을 올린 후에 같이 전 세계로 여행을 다녔다는 것이다. 그들은 아이처럼 털을 깎은 원숭이를 입양했다. 하지만 빈 라덴과 다툰 끝에 후세인은 이라크의 티크리트로 돌아와 숨어 살았고, 그것을 박쥐소년이 발견했다는 것이다.
또한 조지 W. 부시가 교황으로 뽑히기 위한 선거 활동을 했었다는 보도도 있다. 그리고 외계인 납치, 네스 호의 괴물, 빅풋, 시간 여행 등에 대한 이야기를 다뤄 왔다.
1990년대에 위클리 월드 뉴스는 엘비스 프레슬리가 자신의 죽음을 위장했으며 곧 돌아올 것이라는 내용의 기사들을 씀으로써 엘비스는 죽지 않았다는 믿음을 퍼뜨리는 데에 일조를 했다. 신문에는 엘비스가 버거 킹에서 나오는 것을 포착했다는, 위조된 것이 뻔한 사진이 실렸다.

## 영향
위클리 월드 뉴스에 실렸던 기사 가운데에 일부는 대한민국에서 《아니 세상에 이런 일이》라는, 1995년부터 1999년까지 모두 11편 단행본의 시리즈로 출판되었다.
1997년 영화 《맨 인 블랙》에는 지구상의 외계인 문제를 담당하는 요원 K가 위클리 월드 뉴스를 “지구상에서 가장 철저하게 파헤치는 언론(best damn investigative reporting on the planet)”이라고 말하는 장면이 있다.

## 같이 보기
- 가짜뉴스